# Volta da Ascension
La Volta da Ascension est une course cycliste par étapes espagnole disputée autour de Saint-Jacques-de-Compostelle, dans la province de La Corogne. Créée en 1975, c'était une course réservée aux amateurs de 1975 à 1991. Ses deux premières éditions n'ont pas donné lieu à un classement individuel. Elle fait partie de l'UCI Europe Tour en 2008, en catégorie 2.2.

## Palmarès
| Année     | Vainqueur                    | Deuxième                     | Troisième                   |
| --------- | ---------------------------- | ---------------------------- | --------------------------- |
| 1975      | Almogavares de Cataluña      | Teka de Santander            | C.I.P.I.S.A. de Valladolid  |
| 1976      | Lugones de Asturias          | Hernán Orbegozo de Guipúzcoa | Fico Riego Lomba de Galicia |
| 1977      | Carlos Machín                | Alfonso Blanco               | José Luis Blanco            |
| 1978      | Fortunato Greciano           | José Antonio Cabrero         | Faustino Cueli              |
| 1979      | José Luis Rodríguez Inguanzo | Vicente Iza                  | Fabián García               |
| 1980      | Fabián García                | Ángel Ocaña                  | Andrés Mira                 |
| 1981      | Julián Gorospe               | Eduardo González Salvador    | Aladino García              |
| 1982      | Arsenio González             | Evaristo Portela             | Rufino Alonso               |
| 1983      | Camilo Figueroa              | Evaristo Portela             | José del Ramo               |
| 1984      | José Luis Blanco             | Francisco Javier Rodríguez   | Camilo Figueroa             |
| 1985      | Rufino Alonso                | Manuel Correia               | Isaac Lisaso                |
| 1986      | Isidro Araujo                | Xavier Landa                 | Argimiro Blanco             |
| 1987      | Gonzalo Aguiar               | Jesús Losada                 | Pedro Merayo                |
| 1988      | Miguel Ángel Serrano         | José Luís Izaguirre          | Arturo Geriz                |
| 1989-1990 | Non-disputé                  |                              |                             |
| 1991      | Søren Petersen               | José Ángel Vidal             | Marco Antonio Rodrigo       |
| 1992-2006 | Non-disputé                  |                              |                             |
| 2007      | José Luis Ruiz Cubillo       | Sergio Herrero               | Óscar Laguna                |
| 2008      | Pablo de Pedro               | José Antonio Baños           | Francisco Torrella          |
| 2009      | Rafael Rodríguez             | Álvaro García                | David Gutiérrez             |